# Jezus syn Damnajosa
Jezus syn Damnajosa (zm. po 70) – arcykapłan w latach 62-63.
W 62 roku został mianowany arcykapłanem przez Heroda Agryppę II w miejsce Annasza Młodszego. Ten ostatni stracił urząd za samowolne skazanie na śmierć  i stracenie Jakuba, brata Jezusa (wyroki w sprawach gardłowych były w Judei zastrzeżone wyłącznie Rzymianom).
W 63 roku Jezus syn Damnajosa został pozbawiony urzędu przez Agryppę II, który mianował jego następcą Jezusa syna Gamaliela.